# Das grüne Korn
Das grüne Korn (Alternativtitel: Das Korn ist grün/Das grünende Korn) ist ein US-amerikanisches Filmdrama aus dem Jahr 1945. Das Drehbuch basiert auf dem gleichnamigen Theaterstück von Emlyn Williams.

## Handlung
Die walisische Kleinstadt Glansarno im Jahr 1895. Die Einwohner des Städtchens sind bestürzt, als sie erfahren, dass das neue Gemeindemitglied L. C. Moffat in Wahrheit die 40-jährige Engländerin Lily Cristobel ist. Zum Haushalt von Mrs. Moffat gehören die Haushälterin Mrs. Watty, eine ehemalige Diebin und deren Tochter Bessie. Gegen den Widerstand der Oberschicht will Lily eine Schule für die Kinder eröffnen, die in den Kohleminen arbeiten. Ihr zur Seite stehen Miss Ronberry und Mr. Jones.
Die Minenbesitzer, vom Squire unterstützt, der der reichste Mann der Umgegend ist, wollen die Kinder jedoch nicht während ihrer langen Arbeitszeit aus den Minen lassen. Der Besitzer der Scheune, die Lily zum Schulhaus umbauen will, ist ebenso gegen die Pläne. Lily ist entmutigt, doch als sie eine Geschichte liest, die einer der Jungen, Morgan Evans, geschrieben hat, ist sie von der rauen Poesie berührt, dass sie den Unterricht in ihrer eigenen Wohnung abhalten will. Tatsächlich besuchen viele der Einwohner den Unterricht, wobei sich Lily aber mehr um Morgan kümmert. Sie glaubt, dass Morgan zur Universität nach Oxford gehen kann.
Lily schmeichelt sich beim Squire ein und fragt ihn, ob er sich für ein Stipendium verbürgen würde, damit Morgan nach Oxford gehen kann. Zur gleichen Zeit wird Morgan von seinen Freunden gehänselt, die in ihm einen Streber sehen. Morgan betrinkt sich und teilt Lily mit, dass er wieder in die Minen zurückkehren will. Lily streitet sich mit ihm, doch überlässt sie ihm am Ende die Entscheidung. Der verstörte Morgan trifft auf Bessie, die mit ihm flirtet und ihn verführt. Bessie hält zu ihm, und Morgan kehrt tatsächlich in die Minen zurück. Doch kurze Zeit später besinnt er sich und will doch nach Oxford gehen.
Lily übt mit ihm unablässig, damit Morgan seine Aufnahmeprüfung besteht. Am Morgen des Tests erzählt Bessie Lily, dass sie schwanger sei. Lily behält die Neuigkeit für sich. Nach der Prüfung will Morgan die Universität unbedingt besuchen. Er feiert mit Lily, dem Squire, Miss Ronberry, Mr. Jones und Mrs. Watty. Als Bessie ankommt, wird sie von Mr. Jones zuerst bemerkt, der Morgan in die Küche schickt. Bessie erzählt der versammelten Gruppe von ihrer Schwangerschaft. Mr. Jones bietet ihr an, sie zu heiraten, doch Bessie lacht ihn nur aus. Sie habe einen Mann, der sie heiraten würde, wenn sie ihr Kind abgebe. Mrs. Watty bringt Lily dazu, das Kind zu adoptieren. Als Morgan erfährt, dass er Vater werden wird, will er Bessie heiraten. Ein Telegramm kommt an, mit der Nachricht, dass Morgan die Prüfung bestanden habe. Lily überzeugt ihn, die Schule weiter zu besuchen und Bessie nicht mehr zu sehen, bis sie sich als richtige Mutter erweist und sich um das Kind kümmern wird. Morgan akzeptiert und verlässt das Haus, um ein letztes Mal mit den Dorfbewohnern zu feiern.

## Kritik
Das Lexikon des internationalen Films schreibt über den Film: „Obgleich theatralisch inszeniert, fesselt der Film dank guter Darstellung und Kameraführung.“
Bosley Crowther von der New York Times lobte besonders das klare und warmherzige Spiel von Bette Davis, bemängelte aber gleichzeitig die Vorliebe des Regisseurs für Nahaufnahmen und Umschnitte.
Die Variety war von den Darstellerleistungen (Davis, Dall, Lorring und Bruce) angetan, die die Aufmerksamkeit fesseln würden.

## Auszeichnungen
1946 wurden John Dall in der Kategorie Bester Nebendarsteller und Joan Lorring in der Kategorie Beste Nebendarstellerin für den Oscar nominiert.

## Hintergrund
Die Uraufführung fand am 29. März 1945 in New York statt. In Deutschland erschien der Film erstmals am 9. Dezember 1947 in den Kinos.
Das Bühnenstück und der Film erzählen die Geschichte des walisischen Autors Emlyn Williams und seiner Lehrerin Miss Cooke.
Einige Mitglieder des Theaterensembles wurden auch für den Film besetzt. Rhys Williams, Rosalind Ivan und Mildred Dunnock wiederholten ihre Bühnenrollen. Bette Davis ersetzte die als zu alt angesehene Ethel Barrymore. John Dall ersetzte in seinem Leinwanddebüt Richard Warring, der zur Armee eingezogen wurde.
1978 drehte George Cukor ein Remake mit Katharine Hepburn in der Hauptrolle (Das Korn ist grün).